# Helldorado (album)
Helldorado è l'ottavo album della band heavy metal W.A.S.P.. È stato pubblicato nel 1999 dalla Snapper Music.

## Il disco
Questo disco ha segnato un ritorno alle origini della band, con sonorità che si rifanno all'hard rock in classico stile AC/DC, tornando quindi a distanziarsi dalle venature spiccatamente heavy metal che erano emerse di prepotenza in lavori quali The Headless Children e The Crimson Idol. Dopo il parziale insuccesso del suo predecessore (Kill Fuck Die, che si era distinto dagli altri album dei W.A.S.P. in virtù di un tentativo di sperimentazione musicale), Blackie Lawless decise infatti di riprendere a percorrere il cammino che aveva caratterizzato in particolare i primi tre dischi della sua carriera.

## Tracce
Tutte le tracce sono state scritte da Blackie Lawless.
1. Drive by
2. Helldorado
3. Don't Cry (Just suck)
4. Damnation Angels
5. Dirty Balls
6. High on the Flames
7. Cocaine cowboys
8. Can't die Tonight
9. Saturday Night Cockfight
10. Hot Rods to Hell (Helldorado reprise)

## Formazione
- Blackie Lawless - voce, chitarra
- Chris Holmes - chitarra
- Mike Duda - basso, coro
- Stet Howland - batteria, coro

## Curiosità
Il titolo provvisorio del disco, durante tutto il periodo di produzione, era stato Hot Rods to Hell.
Sebbene sia stato accolto con entusiasmo da molti fans, il disco è stato invece accusato di ripetitività e mancanza di spunti dalla critica specialistica. Questo a causa del fatto che, effettivamente, tutte le canzoni hanno un sound piuttosto simile fra loro e alcune di esse ripropongono addirittura gli stessi riff principali delle altre.